# Un attimino
Un attimino è il secondo album del Gabibbo, pubblicato nel 1995.

## Tracce
1. Un attimino – 4:10
2. La rumenta – 3:31
3. Gabibbo Family – 3:25
4. Le tasse – 3:14
5. Che goduria – 3:40
6. Viscido – 4:02
7. Alì 'ncontrario – 4:00
8. Hai capito cocorito – 3:08
9. Ma sei scemo!? – 3:56
10. Un deficientino! (Karaoke) – 3:00